# سفارة إيطاليا في النمسا
سفارة إيطاليا في النمسا هي أرفع تمثيل دبلوماسي لدولة إيطاليا لدى النمسا. تقع السفارة في فيينا وهي تهدف لتعزيز المصالح الإيطالية في النمسا.

## وصلات خارجية
- الموقع الرسمي
- قائمة سفارات إيطاليا
- قائمة السفارات في النمسا